# 대연포초도
대연포초도(大蓮浦草島)는 전라남도 해남군 북평면에 있는 섬이다. 특정도서로 지정되었다가, 2004년 10월 9일 환경부 장관이 특정도서 지정을 해제하였다.

## 특정도서
대연포초도는 조간대가 발달하여 경관이 우수하고, 다양한 식물상을 보여주고 있으며, 멸종위기동물인 수달이 서식하고 있어  독도 등 도서지역의 생태계보전에 관한 특별법에 의거 2002년 5월 1일 특정도서로 지정하였으나,  2004년 10월 9일 환경부 장관이 특정도서 지정을 해제하였다.
- 지정 내역[1]
  - 지정번호 : 제74호
  - 지정일자 : 2002년 5월 1일
  - 면적 : 63,850m2
  - 지번 : 전라남도 해남군 북평면 평암리 1475, 1475-1~1475-4
- 해제 내역[2]
  - 해제일자 : 2004년 10월 9일
  - 해제사유 : 지정 목적에 부합하지 아니하여 존치할 필요가 없음

## 참고 문헌
- (1999)전국무인도서 자연환경조사 : 전라남도 해남 / 환경부. 환경부, 2000. 보관됨 2018-08-11 - 웨이백 머신